# PSA DW
Con la sigla PSA DW si intende una famiglia di motori diesel per uso automobilistico prodotti a partire dal 1998 dal gruppo automobilistico francese PSA.

## Caratteristiche

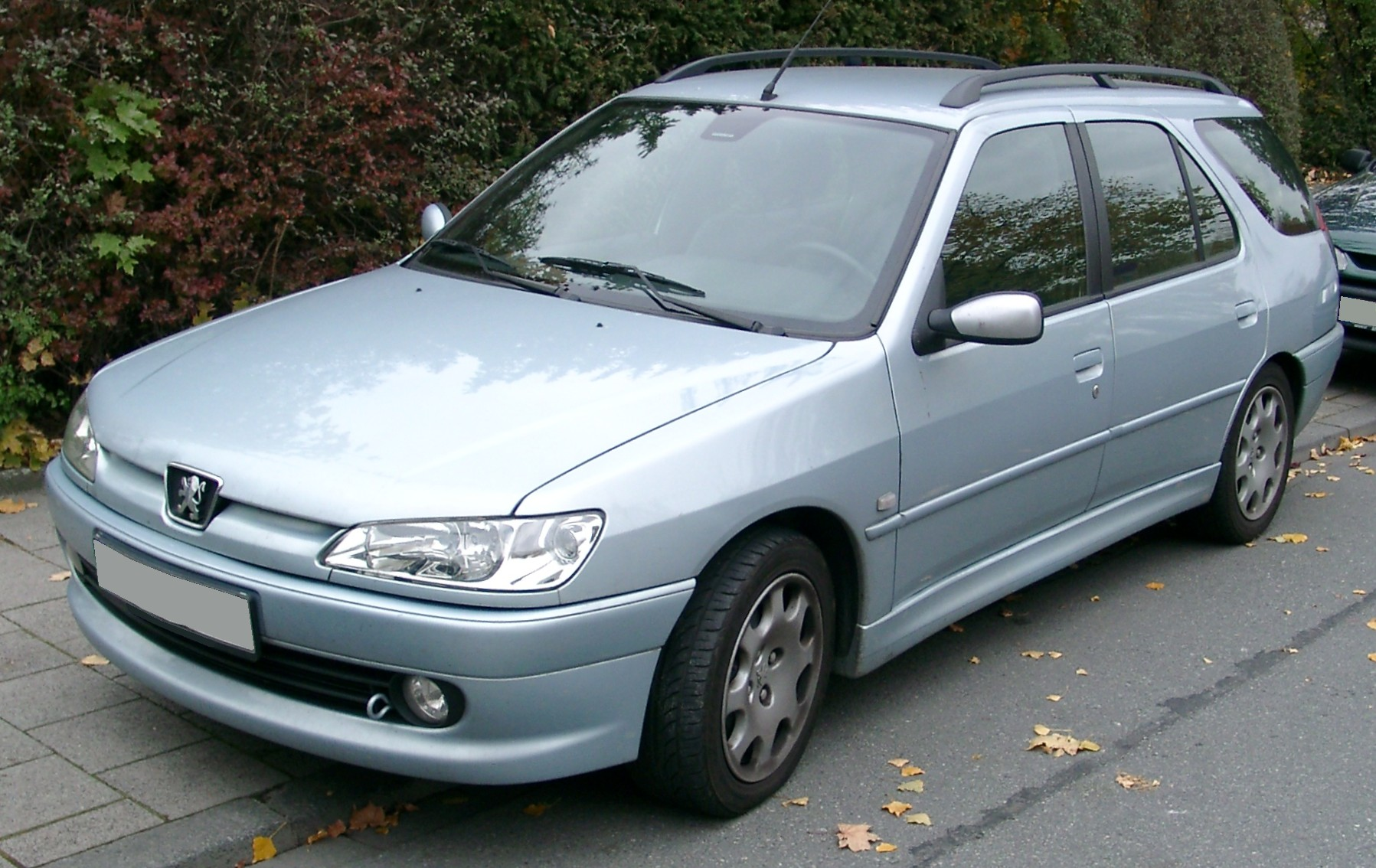
Le ultime Peugeot 306 a gasolio montavano motori DW

I motori DW sono stati pensati per sostituire gradualmente l'ormai anziana famiglia di motori XUD, in seguito all'attuazione di un programma che prevedeva una sensibile riduzione dei consumi e delle emissioni inquinanti. I motori DW sono stati i motori che hanno inaugurato la tecnologia common rail nei modelli a gasolio del Gruppo PSA, anche se non tutte le versioni componenti tale famiglia adottano tale tecnologia.

I motori DW possiedono un basamento in ghisa e una testata in lega di alluminio.

La famiglia dei motori DW è articolata in tre versioni, comprese tra i 1.9 e i 2.2 litri, tutte con architettura a 4 cilindri in linea. La versione da 2 litri, che è quella intermedia, ha fatto da base per la variante da 2 litri progettata e sviluppata in un secondo momento in joint-venture con il Gruppo Ford. Ma le primissime varianti furono realizzate unicamente dal gruppo PSA.

Di seguito vengono descritte le tre versioni e le varianti in cui esse vengono suddivise.

### DW8

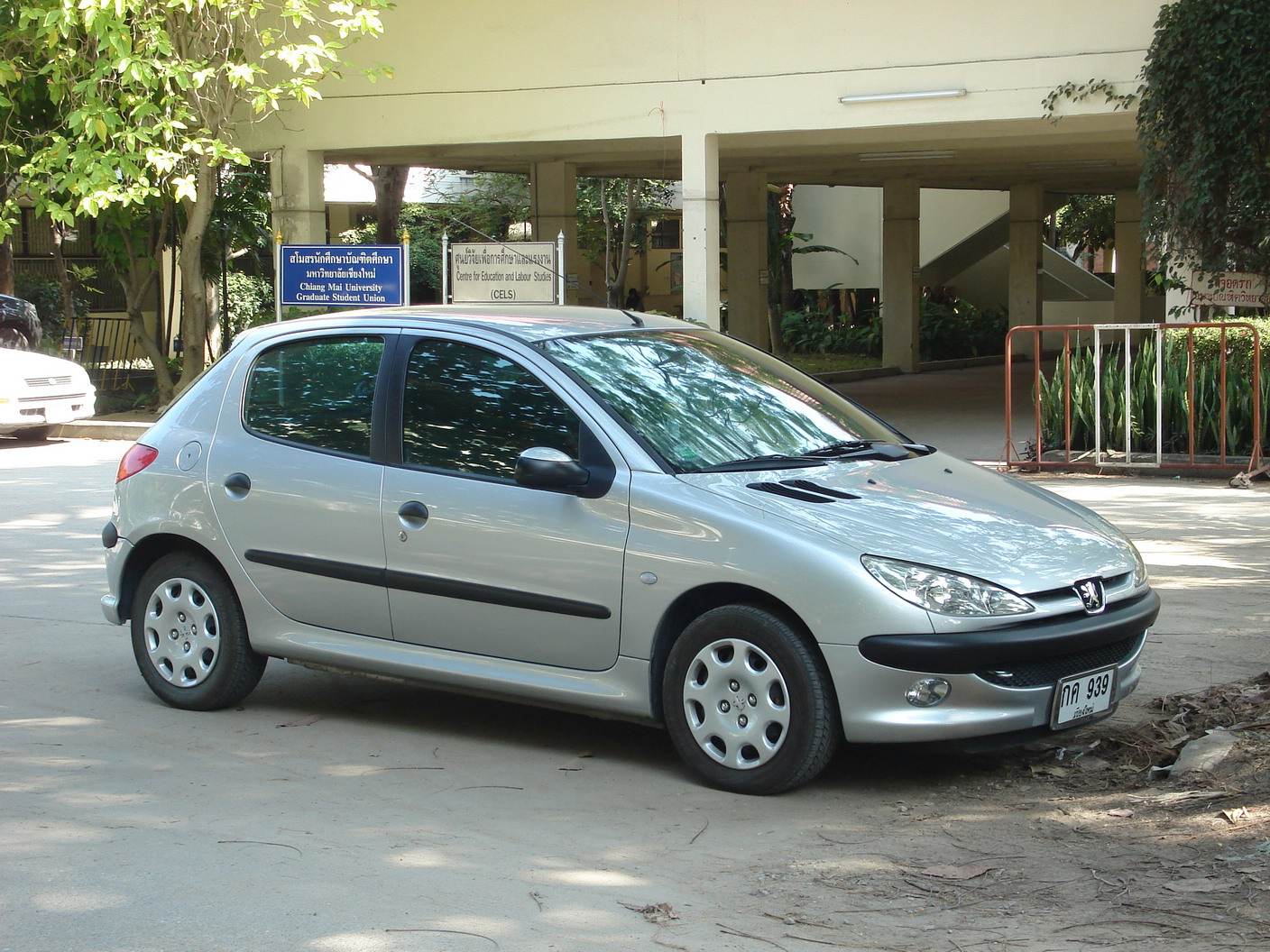
Le Peugeot 206 1.9 D montavano il motore DW8

Questa versione, considerata come il primo motore DW in ordine cronologico, è a conti fatti una evoluzione dell'unità XUD9 da 1.9 litri. Rispetto a quest'ultima, l'alesaggio è stato leggermente ridotto, scendendo così da 83 a 82,2 mm, mentre la corsa rimasta invariata a 88 mm. La cilindrata complessiva è quindi scesa da 1905 a 1868 cm³. La potenza massima era di 68 CV a 4600 giri/min, con una coppia massima di 128 Nm a 2500 giri/min.

Il motore DW8, assieme all'unità DW10, ha dapprima affiancato e in seguito sostituito il motore XUD9.

Una delle più evidenti particolarità del motore DW8 stava nel fatto di essere l'unico motore DW a non utilizzare la tecnologia common rail. Insomma, dal motore XUD9 è stata ripresa anche l'alimentazione a iniezione indiretta. Inoltre era anche l'unico DW aspirato, in particolare si è trattato dell'ultimo motore diesel aspirato prodotto dal Gruppo PSA. Infine, la distribuzione era monoalbero in testa a due valvole per cilindro.

Il motore DW8 è stato montato su:
- Peugeot 206 1.9 D (1998-03);
- Peugeot 306 1.9 D (1999-01);
- Peugeot Partner/Ranch 1.9 D (1999-02);

Una seconda variante, denominata DW8B, era accreditata delle medesime prestazioni, ma aveva una cilindrata di 1859 cc. Tale versione è stata montata sulle Citroën Xsara 1.9 D prodotte tra il 1998 e il 2001.

### DW10

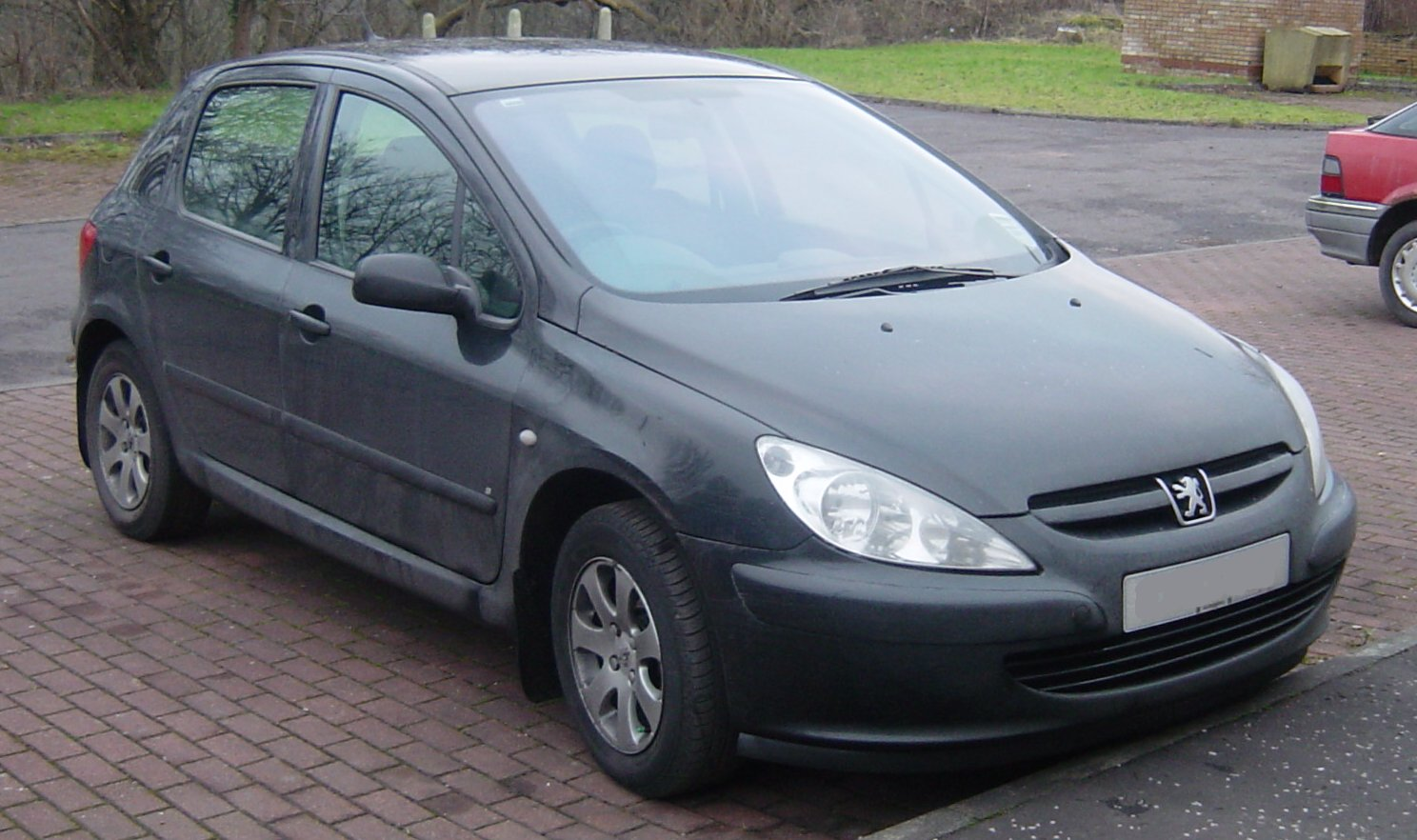
Le Peugeot 307 sono tra gli esempi di applicazione dei primi motori DW10

Questo motore è stato il primo motore PSA a utilizzare la tecnologia common rail. Anch'esso deriva dal motore XUD9, del quale si propone come soluzione innovativa, a fianco dell'unità DW8, più tradizionale. Anche nel motore DW10 è stata mantenuta invariata la misura della corsa, ferma a 88 mm, mente l'alesaggio è stato portato a 85 mm. Ciò ha permesso di raggiungere una cilindrata di 1997 cc. Il fatto di utilizzare la tecnologia common rail implica anche il fatto che il motore DW10 abbandona l'alimentazione a iniezione indiretta, a favore dell'iniezione diretta. Infine, con tale unità motrice, il Gruppo PSA torna definitivamente alla sovralimentazione nei motori a gasolio.

Il motore DW10 ha raggiunto la sua evoluzione finale grazie a una joint-venture tra Gruppo PSA e Ford. Presso quest'ultima Casa, tale nuovo motore ha fatto parte della famiglia Duratorq, ma è comunque considerato come motore DW presso il Gruppo PSA.

Il motore DW10 è stato proposto in tre varianti, aventi in comune le caratteristiche dimensionali, ossia una cilindrata di 1997 cc scaturita dalle misure di alesaggio e corsa, pari a 85x88 mm.

Di seguito vengono invece riportate le caratteristiche distintive tra le varie versioni di DW10.

#### DW10A o DW10TD
È stata la prima variante del DW10, quella più primitiva. La testata era a due valvole per cilindro, con distribuzione monoalbero in testa. La sovralimentazione era affidata a un turbocompressore a 2 bar senza l'ausilio di un intercooler. Il rapporto di compressione, pari a 18:1, non era esageratamente alto per un motore diesel. La potenza massima era di 90 CV a 4000 giri/min, mentre la coppia motrice raggiungeva il suo valore massimo, pari a 210 N·m, a 1900 giri/min (in alcuni modelli, come la Xsara Picasso, la coppia massima si fermava a 205 Nm a 1900 giri/min).
Questo motore è stato utilizzato sui seguenti modelli:
- Peugeot 206 2.0 HDi (1999-06);
- Peugeot 306 2.0 HDi (1999-01);
- Peugeot 307 2.0 HDi 90CV (2001-04);
- Peugeot 406 2.0 HDi 90CV (2000-04);
- Peugeot Partner/Ranch 2.0 HDi;
- Citroën Xsara 2.0 HDi 90CV (1999-05);
- Citroën Xsara Picasso 2.0 HDi 90CV (2000-05);
- Citroën Xantia 2.0 HDi 90CV (1999-01);
- Citroën C5 2.0 HDi 90CV (2002-04);
- Citroën Berlingo 2.0 HDi (2001-05);
- Suzuki Vitara 2.0 HDI 3p. (2002-04).

Questo motore è stato montato anche sulla Suzuki Vitara, aveva una potenza di 87 CV a 4000 giri/min e una coppia motrice di 160 N·m.

#### DW10 ATED
Questa versione è la diretta evoluzione del precedente, rispetto al quale differisce per l'introduzione di un turbocompressore KKK a geometria fissa coadiuvato da un intercooler che ne smaltisce il calore sviluppato. In questo modo è stato possibile raggiungere una potenza più elevata, di 107 o 109 CV a 4000 giri/min, a seconda delle applicazioni. I due marchi del Gruppo PSA, però, arrotondavano tale cifra a 110 CV. La coppia massima, invece, raggiungeva valori compresi tra i 250 Nm e i 270 Nm (sempre a seconda delle applicazioni) a soli 1750 giri/min. Tali valori sono ancor più notevoli se si considera che il rapporto di compressione è stato ulteriormente ribassato, portandolo a 17,6:1.

Questo motore è stato introdotto nei modelli PSA alla fine del 1999, ma già da un anno era stato ultimato. Il primo a utilizzarlo non è stato neppure un modello PSA, ma addirittura un modello giapponese, ossia la Suzuki Grand Vitara 2.0 TDI.

Questo motore ha trovato quindi applicazione su:
- Peugeot 307 2.0 HDi 110 CV (2001-04);
- Peugeot 406 2.0 HDi (2000-04);
- Peugeot 806 2.0 HDi (1999-02);
- Peugeot 807 2.0 HDi (2002-06);
- Citroën Xsara 2.0 HDi 110CV (1999-01);
- Citroën Xantia 2.0 HDi 110CV (1999-01);
- Citroën C5 2.0 HDi 110CV (2001-04);
- Citroën C8 2.0 HDi (2002-05);
- Suzuki Grand Vitara 2.0 TDI (1998-03);
- Fiat Ulysse Mk1 2.0 JTD (1999-02);
- Fiat Ulysse Mk2 2.0 JTD (2002-05);
- Lancia Z 2.0 JTD (1999-02).
- Lancia Phedra 2.0 JTD (2002-05).

#### DW10B o DW10TED4

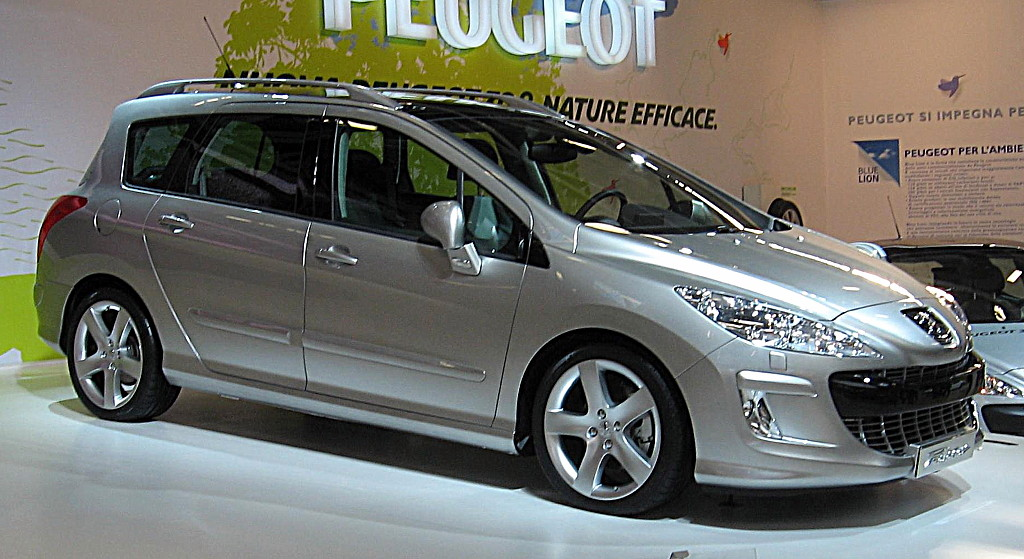
La Peugeot 308 SW è uno dei più recenti esempi di applicazione del DW10 PSA/Ford

Questo motore è nato sulla base dell'unità da 107 CV, ma non è stato realizzato unicamente dal Gruppo PSA, bensì, come già spiegato, dalla joint-venture con il Gruppo Ford. Tale motore ha mantenuto intatte le principali caratteristiche costruttive di base, ma ha introdotto una tecnologia di iniezione diretta common rail più evoluta, e definita di seconda generazione. Il turbocompressore è ora un Garrett, a geometria variabile e sempre affiancato da un intercooler. Inoltre, è stato adottato un nuovo schema di distribuzione, a doppio albero a camme in testa e con quattro valvole per cilindro. Il rapporto di compressione è stato portato a 17,6:1, mentre la pressione di alimentazione è di 1650 bar.

In virtù di tale joint-venture, tale versione è stata utilizzata anche in modelli Ford e anche da marchi a esso appartenenti nel periodo del lancio e della diffusione del motore.

Con un rapporto di compressione invariato rispetto alla variante da 107 CV, la potenza massima di questa unità motrice raggiunge i 136 CV a 4000 giri/min. Il picco di coppia arriva invece a 320 N·m a 2000 giri/min. Le rare versioni dotate di cambio robotizzato, però, vedono la coppia scendere a 270 Nm. Nell'estate del 2008, questo motore è stato sottoposto a un leggero intervento, cosicché la potenza massima lievitasse a 140 CV.

Essendo nato da una joint-venture, tale motore è stato montato su svariati modelli appartenenti ai due gruppi automobilistici. Le applicazioni di tale unità motrici sono pertanto le seguenti:
- Peugeot 307 2.0 HDi 16V (2004-07);
- Peugeot 307 CC 2.0 HDi 16V (2004-09);
- Peugeot 308 2.0 HDi 16V berlina (2007-13);
- Peugeot 308 SW 2.0 HDi 16v (2008-13);
- Peugeot 308 CC 2.0 HDi 16v (2009-10);
- Peugeot 407 2.0 HDi 16V (2004-10);
- Peugeot 508 2.0 HDi 140CV (10/2010-03/2014);
- Peugeot 607 2.0 HDi 16v (2004-09);
- Peugeot 807 2.0 HDi (2004-14);
- Citroën C4 2.0 HDi 16V (2004-10);
- Citroën C4 Picasso 2.0 HDi (2006-10);
- Citroën DS4 2.0 HDi 136 CV (2012-15);
- Citroën C5 2.0 HDi 16V Mk1 (2004-08);
- Citroën C5 2.0 HDi 16V Mk2 (2008-15);
- Citroën C8 2.0 HDi (2006-14);
- Ford Focus Mk2 2.0 TDCi (2004-08);
- Ford Focus Coupé-Cabrio 2.0 TDCi (2007-10);
- Ford C-Max 2.0 TDCi (2004-10);
- Ford Mondeo Mk4 2.0 TDCi (2007-15);
- Ford S-Max 2.0 TDCi (2006-10);
- Ford Galaxy Mk2 2.0 TDCi (2006-10);
- Ford Kuga Mk1 2.0 TDCi (2008-12);
- Ford Kuga Mk2 2.0 TDCi (2013-14);
- Volvo C30 2.0 D (2006-09);
- Volvo S40/V50 2.0 D (2007-09);
- Volvo C70 Mk2 2.0 D (2006-09);
- Volvo S80 Mk2 2.0 D (2006-09);
- Fiat Ulysse Mk2 2.0 Mjet DPF (2006-10);
- Lancia Phedra 2.0 Mjet DPF (2006-10).

#### DW10C

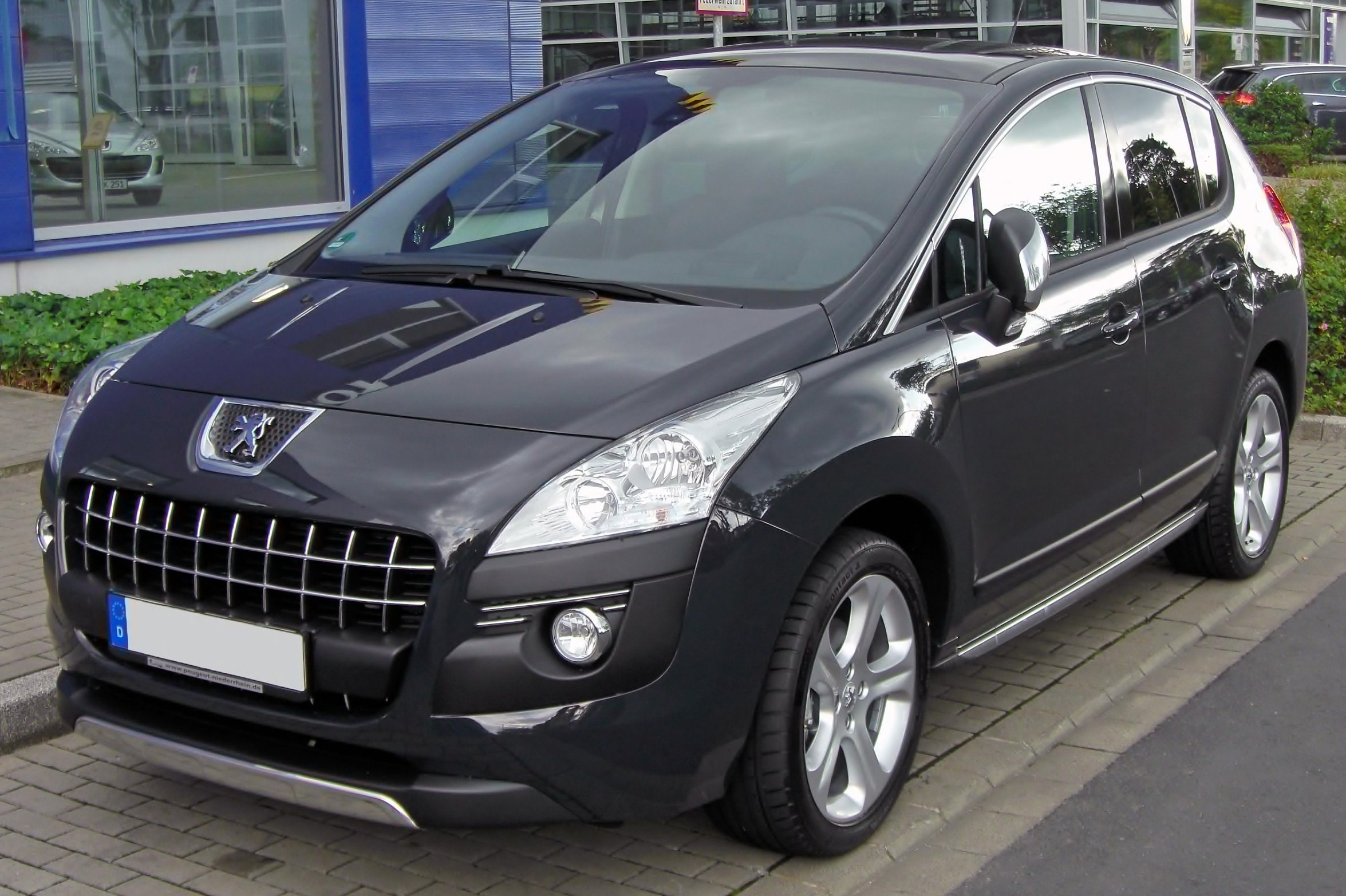
Il motore DW10C ha esordito sotto il cofano del crossover 3008

Nell'estate del 2009, viene introdotto il motore DW10C, destinato a sostituire il motore DW10TED4 da 136 CV, il quale è stato preso come base di partenza. La nuova unità è decisamente più potente, ma promette anche consumi ed emissioni inquinanti sensibilmente inferiori. Apparentemente solo rivisitato, il 2 litri turbodiesel che ha fatto da base, è stato in realtà modificato per una buona metà dei suoi componenti. Prima di tutto sono state ottimizzate le camere di scoppio, seguendo una tecnologia già presente dal 2006 nel 2.2 litri DW e volta all'ottimizzazione del rendimento termico. Tale tecnologia, denominata ECCS (Extreme Conventional Combustion System), permette inoltre un miglior riempimento dei cilindri in quanto favorisce maggiormente l'entrata dei gas freschi in fase di aspirazione. L'ottimizzazione del rendimento termico è stato necessario per fare in modo che il nuovo 2 litri soddisfacesse appieno la normativa Euro 5. Inoltre, anche il sistema di alimentazione a iniezione è stato rivisto e ottimizzato: ora la pressione di alimentazione negli iniettori è di 2000 bar. Queste novità hanno permesso inoltre di abbassare il rapporto di compressione, sceso a 16:1.

Viene inoltre utilizzato un turbocompressore a bassa inerzia, che garantisce una risposta più pronta a regimi più bassi, grazie anche alla sua capacità di ruotare fino a ben 210 000 giri/min. Infine, vengono ridotti gli attriti tra le parti in movimento e viene ottimizzato anche il sistema di ricircolo dei gas di scarico, per una ancor maggior riduzione degli ossidi d'azoto.

Con tutti questi aggiornamenti, il nuovo 2 litri turbodiesel common rail raggiunge una potenza massima di 163 CV a 3750 giri/min, con una coppia massima di 340 N·m pressoché costanti tra 2000 e 3000 giri/min.

Questo nuovo motore è stato montato su:
- Peugeot 308 2.0 HDi 163cv (2011-13);
- Peugeot 3008 2.0 16v HDi 163CV (07/2009-03/2015);
- Peugeot 5008 2.0 HDi 163CV (dal dicembre 2009);
- Peugeot 407 2.0 HDi 163 CV (2010-11);
- Peugeot 407 Coupé 2.0 HDi 163 CV (2009-12);
- Peugeot 508 2.0 HDi 163CV (10/2010-07/2015);
- Peugeot RCZ 2.0 HDi (04/2010-09/2015);
- Peugeot 807 2.0 HDi 163cv (2010-14);
- Citroën C4 Picasso 2.0 HDi 16v 163CV aut. (09/2010-06/2013);
- Citroën C5 2.0 16v HDi (2010-15);
- Citroën C8 2.0 HDi (2010-14);
- Citroën DS4 2.0 HDi (05/2011-02/2015);
- Citroën DS5 2.0 HDi (11/2011-03/2015);
- Ford Mondeo Mk3 2.0 TDCi 163 CV (07/2010-08/2014);
- Ford C-Max/C-Max7 2.0 TDCi 163CV (10/2010-03/2015);
- Ford Galaxy Mk3 2.0 TDCi 163 CV (05/2010-12/2014);
- Ford S-Max 2.0 TDCi 163 CV (02/2010-12/2014);
- Ford Kuga 2.0 TDCi Mk1 e Mk2 (02/2010-10/2012).
- Ford Focus Mk3 2000 TDCI (2011)
- DS 5 163cv

#### DW10D

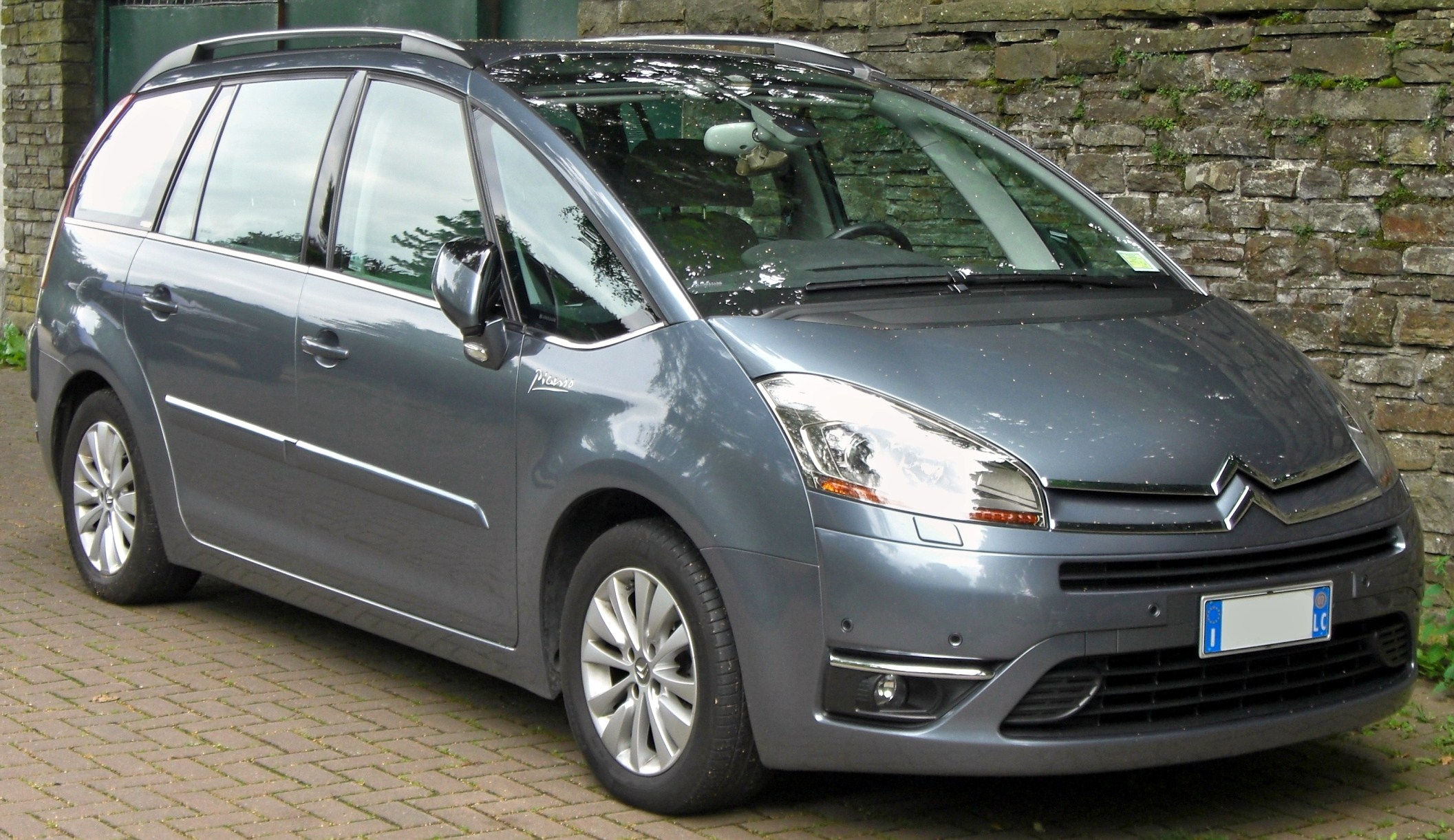
La C4 Grand Picasso è anche prodotta con il 2 litri DW10D da 150CV

Un'altra variante eroga 150 CV a 3750 giri/min, con un picco di coppia pari a 340 Nm a 2000 giri/min. Tale variante, introdotta anch'essa nel 2009, è anch'essa un'evoluzione dell'unità DW10B, rispetto alla quale viene modificata circa la metà dei componenti allo scopo di ottenere il massimo rendimento, nonché un ulteriore, deciso abbattimento di consumi ed emissioni inquinanti. Ed in effetti, il fabbisogno medio di carburante per questo motore, scende di circa il 7%. Tale variante trova applicazione su:
- Peugeot 308 2.0 HDi 150cv (2011-13);
- Peugeot 3008 2.0 HDi 150CV (2009-15);
- Peugeot 5008 2.0 HDi 150CV (2009-15);
- Citroën C4 MK2 2.0 HDi (12/2010-12/2014);
- Citroën C4 Picasso/GrandPicasso 2.0 HDi 150CV (2009-13).

#### Motore BlueHDi

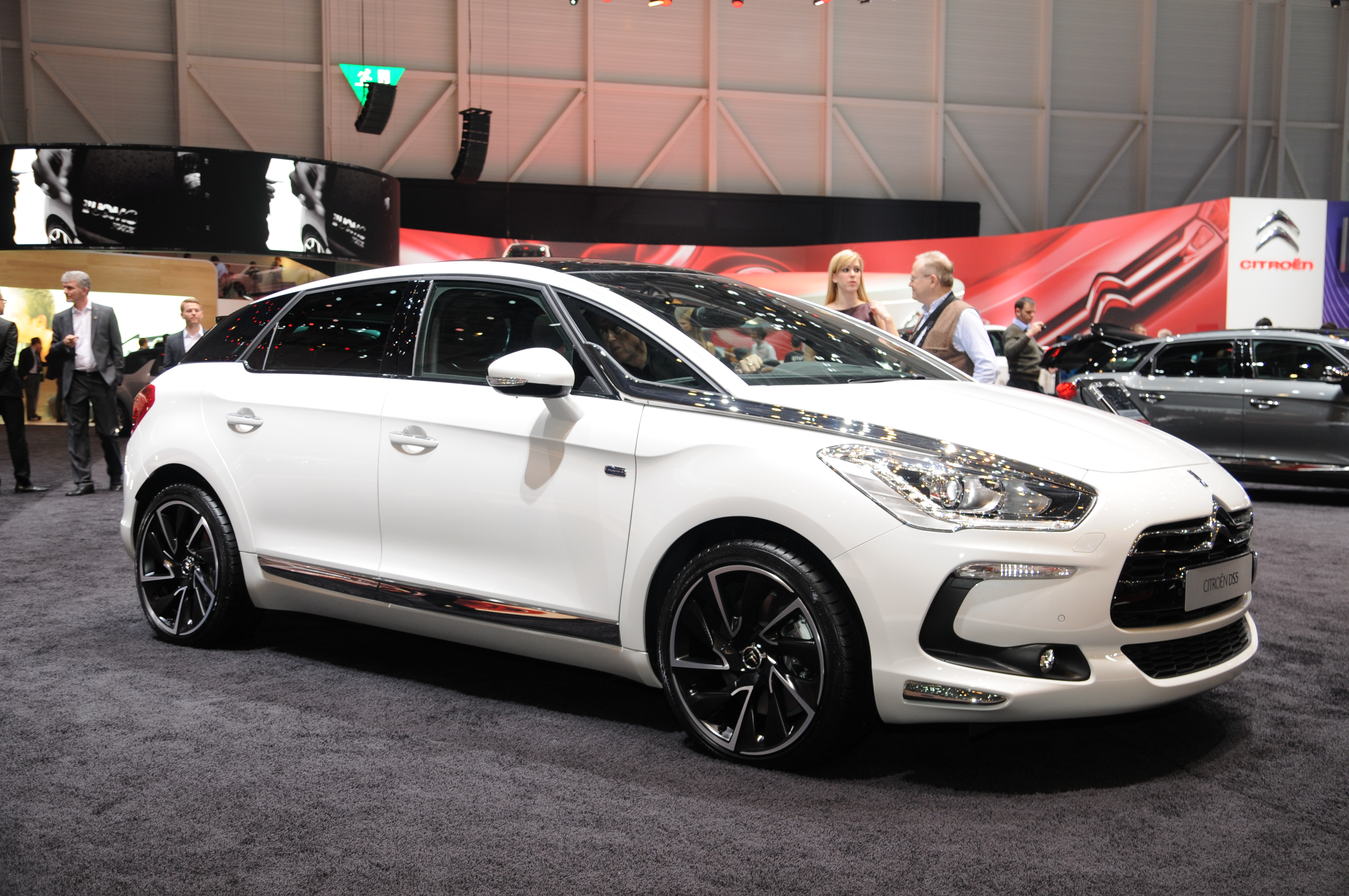
La DS5 è una delle applicazioni del motore BlueHDi

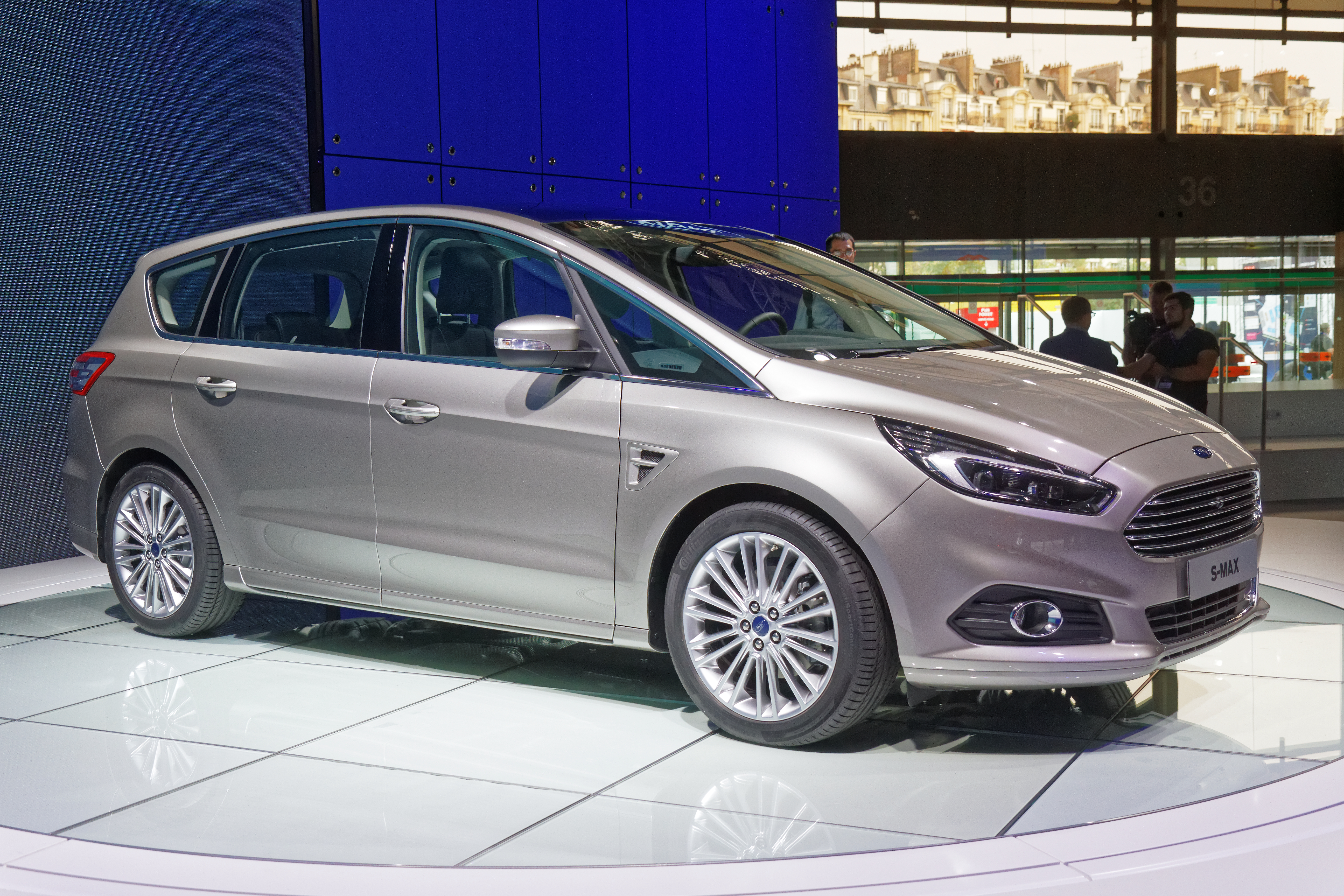
Anche nel caso dei motori BlueHDi si sono avute applicazioni anche su modelli Ford, tra cui la seconda generazione della monovolume Ford S-Max

A partire dalla fine del 2013, è stato introdotto il cosiddetto motore BlueHDi: basato sul 2 litri HDi, questo motore porta al debutto su un motore PSA la tecnologia AdBlue, lanciata già anni prima dalla Mercedes-Benz. Grazie a tale tecnologia, vengono abbattuti in maniera drastica gli ossidi di azoto: in pratica l'AdBlue è un additivo a base di urea che viene spruzzato a piccole dosi all'interno del tubo di scarico e che, mescolandosi con i gas in uscita dà origine a vapore acqueo e azoto. Tale soluzione consente a tale motore di soddisfare la normativa Euro 6.

Il motore BlueHDi viene proposto in cinque varianti di potenza, da 120 a 209 CV. Quest'ultima variante è caratterizzata dalla doppia sovralimentazione. Le caratteristiche e applicazioni di questi motori sono riportate di seguito:
| Variante  | Potenza CV/rpm | Coppia Nm/rpm  | Applicazioni                                                    | Anni di produzione |
| --------- | -------------- | -------------- | --------------------------------------------------------------- | ------------------ |
| -         | 120/3500       | 310/ 1750-2000 | Ford Galaxy Mk3 2.0 TDCi 120                                    | 04/2015-06/2018    |
| -         | 120/3500       | 310/ 1750-2000 | Ford S-Max Mk2 2.0 TDCi 120cv                                   | 05/2015-07/2018    |
| -         | 120/3500       | 340/ 1750-2000 | Ford Galaxy Mk3 2.0 EcoBlue                                     | 06/2018-08/2019    |
| -         | 120/3500       | 340/ 1750-2000 | Ford S-Max 2.0 EcoBlue                                          | 07/2018-08/2019    |
| DW10FE    | 122/3750       | 340/2000       | Peugeot Expert III 2.0 BlueHDi 120                              | 2017-18            |
| DW10FE    | 122/3750       | 340/2000       | Citroën Jumpy 2.0 BlueHDi 120                                   | 2017-18            |
| DW10FE    | 122/3750       | 340/2000       | Opel Zafira Life / Vivaro C 2.0 Diesel                          | 09/2019-11/2020    |
| DW10      | 144/3750       | 340/2000       | Peugeot Traveller 2.0 D BlueHDi 145                             | dal 10/2020        |
| DW10      | 144/3750       | 340/2000       | Citroën Spacetourer 2.0 BlueHDi 120                             | dal 10/2020        |
| DW10      | 144/3750       | 340/2000       | Opel Zafira Life / Vivaro C 2.0 Diesel                          | dall'11/2020       |
| DW10FD    | 150/4000       | 370/2000       | Peugeot 308 Mk2 2.0 BlueHDi                                     | dal 05/2014        |
| DW10FD    | 150/4000       | 370/2000       | Peugeot 508 2.0 BlueHDi 150cv                                   | 04/2014-03/2018    |
| DW10FD    | 150/4000       | 370/2000       | Peugeot 3008 I 2.0 HDi 150cv                                    | 03/2015-07/2016    |
| DW10FD    | 150/4000       | 370/2000       | Peugeot 3008 II 2.0 BlueHDi 150                                 | 10/2016-05/2018    |
| DW10FD    | 150/4000       | 370/2000       | Peugeot 5008 I 2.0 BlueHDi                                      | 03/2015-12/2016    |
| DW10FD    | 150/4000       | 370/2000       | Peugeot 5008 II 2.0 BlueHDi 150cv                               | 02/2017-05/2018    |
| DW10FD    | 150/4000       | 370/2000       | Opel Zafira Life / Opel Vivaro C 2.0 Diesel                     | 03/2019-11/2020    |
| DW10FD    | 150/4000       | 370/2000       | Peugeot Traveller/Citroën Spacetourer 2.0 BlueHDi 150           | 03/2016-10/2020    |
| DW10FD    | 150/4000       | 370/2000       | Citroën Spacetourer 2.0 BlueHDi 150                             | 03/2016-10/2020    |
| DW10FD    | 150/4000       | 370/2000       | Citroën C4 Mk2 2.0 BlueHDi 150                                  | 01/2015-12/2016    |
| DW10FD    | 150/4000       | 370/2000       | Citroën C4 Picasso / C4 Spacetourer 2.0 BlueHDi                 | 11/2013-04/2018    |
| DW10FD    | 150/4000       | 370/2000       | Citroën C4 GrandPicasso / Grand C4 Spacetourer 2.0 BlueHDi      | 11/2013-08/2018    |
| DW10FD    | 150/4000       | 370/2000       | Citroën C5 2.0 BlueHDi 150CV                                    | 06/2015-05/2017    |
| DW10FD    | 150/4000       | 370/2000       | DS 4 2.0 BlueHDi 150CV                                          | 03/2015-04/2018    |
| DW10FD    | 150/4000       | 370/2000       | DS 5 2.0 BlueHDi 150CV                                          | 03/2015-05/2018    |
| DW10FD    | 150/4000       | 370/2000       | Ford C-Max Mk2 2.0 TDCi 150cv                                   | 05/2015-06/2019    |
| DW10FD    | 150/4000       | 370/2000       | Ford S-Max Mk2 2.0 TDCi 150cv                                   | 05/2015-07/2018    |
| DW10FD    | 150/4000       | 370/2000       | Ford Galaxy Mk4 2.0 TDCi 150cv                                  | 04/2015-06/2018    |
| DW10CTED4 | 163/3750       | 400/2000       | Citroën C4 Spacetourer / C4 Grand Spacetourer 2.0 BlueHDi 163cv | dal 04/2018        |
| DW10CTED4 | 163/3750       | 400/2000       | Peugeot 508 II 2.0 BlueHDi 163cv                                | dal 09/2018        |
| -         | 170/3500       | 400/ 2000-2500 | Ford C-Max 2.0 TDCi 170cv                                       | 05/2015-06/2019    |
| DW10FC    | 177/3750       | 400/2000       | Citroën C5 Aircross 2.0 BlueHDi                                 | 10/2018-11/2020    |
| DW10FC    | 177/3750       | 400/2000       | DS 7 Crossback 2.0 BlueHDi                                      | 11/2017-09/2020    |
| DW10FC    | 177/3750       | 400/2000       | Opel Grandland X 2.0 Turbo D                                    | dal 10/2017        |
| DW10FC    | 177/3750       | 400/2000       | Peugeot 308 II GT 2.0 BlueHDi                                   | 09/2017–07/2020    |
| DW10FC    | 177/3750       | 400/2000       | Peugeot 3008 II 2.0 BlueHDi 180                                 | 10/2017-09/2020    |
| DW10FC    | 177/3750       | 400/2000       | Peugeot 5008 II 2.0 BlueHDi 180                                 | 11/2017-05/2022    |
| DW10FC    | 177/3750       | 400/2000       | Peugeot Traveller/Citroën Spacetourer 2.0 BlueHDi 180           | dal 03/2016        |
| DW10FC    | 177/3750       | 400/2000       | Opel Zafira Life / Vivaro C 2.0 Diesel                          | dal 03/2019        |
| DW10FC    | 177/3750       | 400/2000       | Toyota ProAce 2.0 D-4D (180CV)                                  | dal 03/2016        |
| DW10FC    | 180/3750       | 400/2000       | Peugeot 308 II GT 2.0 BlueHDi                                   | 11/2014-05/2017    |
| DW10FC    | 180/3750       | 400/2000       | Peugeot 3008 II 2.0 BlueHDi 180                                 | 10/2016-10/2017    |
| DW10FC    | 180/3750       | 400/2000       | Peugeot 5008 II 2.0 BlueHDi 180                                 | 02/2017-10/2017    |
| DW10FC    | 180/3750       | 400/2000       | Peugeot 508 BlueHDi 180cv                                       | 09/2014-03/2018    |
| DW10FC    | 180/3750       | 400/2000       | Peugeot 508 II 2.0 BlueHDi 180cv                                | dal 04/2018        |
| DW10FC    | 180/3750       | 400/2000       | Citroën C5 2.0 BlueHDi 180CV'                                   | 06/2015-05/2017    |
| DW10FC    | 180/3750       | 400/2000       | Citroën DS5 2.0 BlueHDi                                         | 11/2013-02/2015    |
| DW10FC    | 180/3750       | 400/2000       | DS 4 2.0 BlueHDi 180CV                                          | 03/2015-04/2018    |
| DW10FC    | 180/3750       | 400/2000       | DS 5 2.0 BlueHDi 180CV                                          | 03/2015-05/2018    |
| DW10FC    | 180/3750       | 400/2000       | Ford Galaxy Mk4 2.0 TDCi 180cv                                  | 07/2015-06/2018    |
| DW10FC    | 180/3750       | 400/2000       | Ford S-Max Mk2 2.0 TDCi 180cv                                   | 07/2015-07/2018    |
| -         | 209/3750       | 450/2000       | Ford S-Max Mk2 2.0 TDCi 209cv                                   | 05/2015-07/2018    |
| -         | 209/3750       | 450/2000       | Ford Galaxy Mk4 2.0 TDCi 209cv                                  | 07/2015-06/2018    |

#### Altre applicazioni
Una variante da 120 CV del DW10 è stata montata su:
- Citroën C8 2.0 HDi 120CV (2006-10);
- Peugeot 807 2.0 HDi 120cv (2006-10);
- Fiat Ulysse Mk2 2.0 Mjet Active/Dynamic (2006-11);
- Lancia Phedra 2.0 Mjet (2006-11).

Un'altra variante, con potenza di 116 CV, è stata utilizzata solo dalla Ford per i modelli Mondeo Mk3, Galaxy Mk3 e S-Max a partire dal 2010. Sempre il marchio statunitense, sulla seconda generazione della Ford Kuga (lanciata nel 2012), monta un 2 litri turbodiesel PSA/Ford da 140 CV.
Come ultima considerazione è importante ricordare che i motori DW10 in generale non vanno confusi con il 2 litri turbodiesel Duratorq realizzato e utilizzato esclusivamente dal Gruppo Ford (1998 cc, alesaggio e corsa: 86x86 mm) contemporaneamente al 2 litri DW10TED4.

### DW12

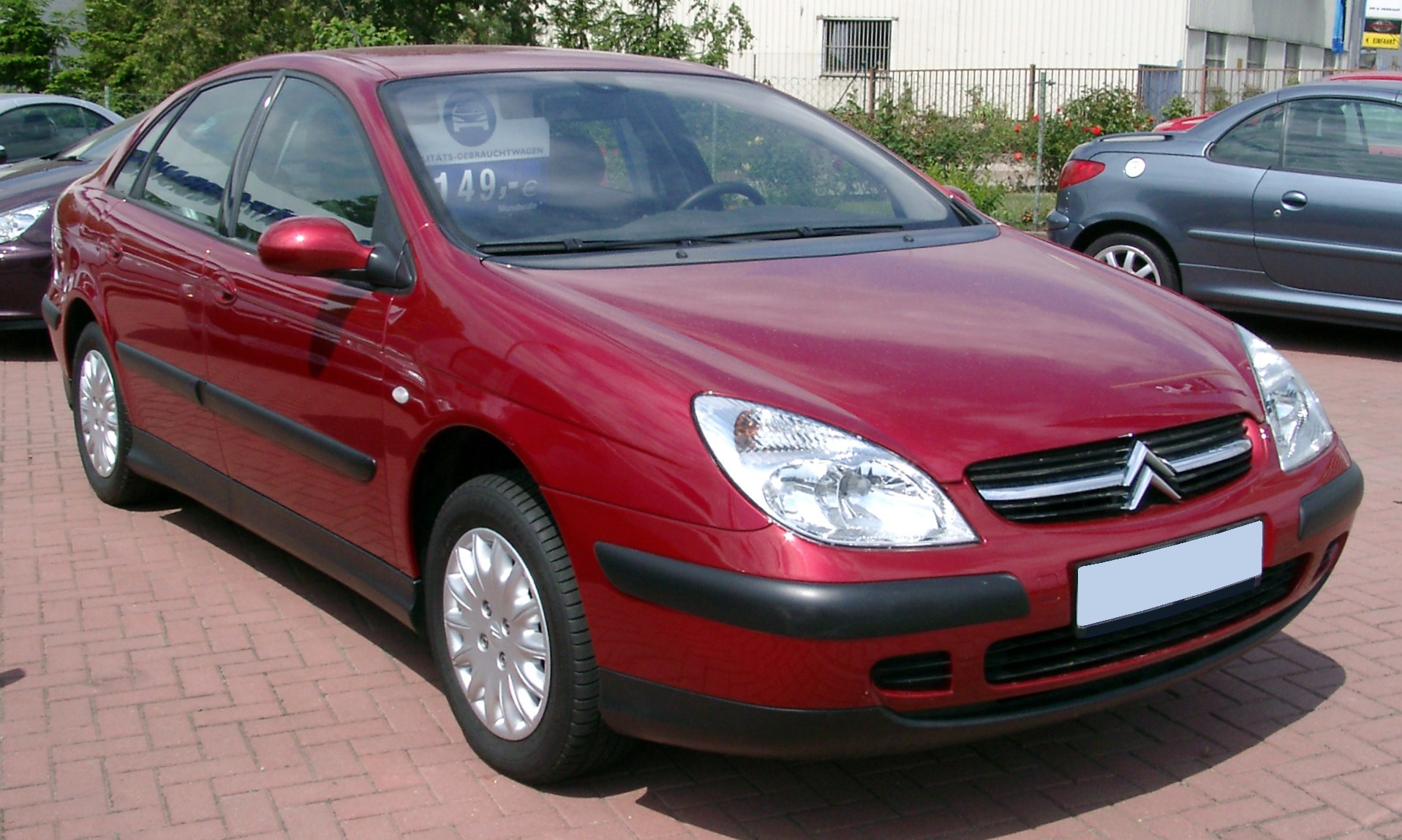
La Citroën C5 è uno dei modelli su cui ha trovato posto la prima versione del DW12

Questo motore è stato introdotto nel 2000 su alcune berline di fascia alta e medio-alta del Gruppo PSA. Tale variante rappresenta il top della famiglia DW per dimensionamento e prestazioni.

Si tratta di una versione a corsa lunga del DW10, poiché, fermo restando l'alesaggio di 85 mm, è stato montato un nuovo albero a gomiti con manovelle dal braccio più lungo, che permette un aumento della corsa da 88 a 96 mm. In questo modo la cilindrata è cresciuta fino a 2179 cc. La distribuzione è dall'inizio bialbero a 4 valvole per cilindro per quasi tutte le varianti, tranne che per una, la meno potente.

#### DW12UTED
Questa variante era quella con testata a due valvole per cilindro, aveva una potenza massima di 101 CV ed era stato montato sui furgoni Peugeot Boxer e Citroën Jumper.

#### DW12TED4
Il motore DW12 ha conosciuto due fasi evolutive. La prima fase è quella che lo ha accompagnato dal debutto fino all'inizio del 2006. In questa fase il motore DW12 era caratterizzato da un rapporto di compressione di 18:1, erogava 136 CV di potenza massima a 4000 giri/min e 310 N·m di coppia massima a 2000 giri/min. Con queste caratteristiche tale propulsore è stato montato su:
- Peugeot 406 berlina/SW 2.2 HDi 16v (2001-04);
- Peugeot 406 Coupé 2.2 HDi 16v (2001-05);
- Peugeot 607 2.2 HDi 16v (2000-04);
- Citroën C5 2.2 HDi 16v (2001-05);

Una variante depotenziata a 128 CV è stata montata su:
- Citroën C8 2.2 HDi 16v (2002-2004);
- Peugeot 807 2.2 HDi 16v (2002-06);
- Fiat Ulysse Mk2 2.2 JTD (2002-06);
- Lancia Phedra 2.2 JTD (2002-04).

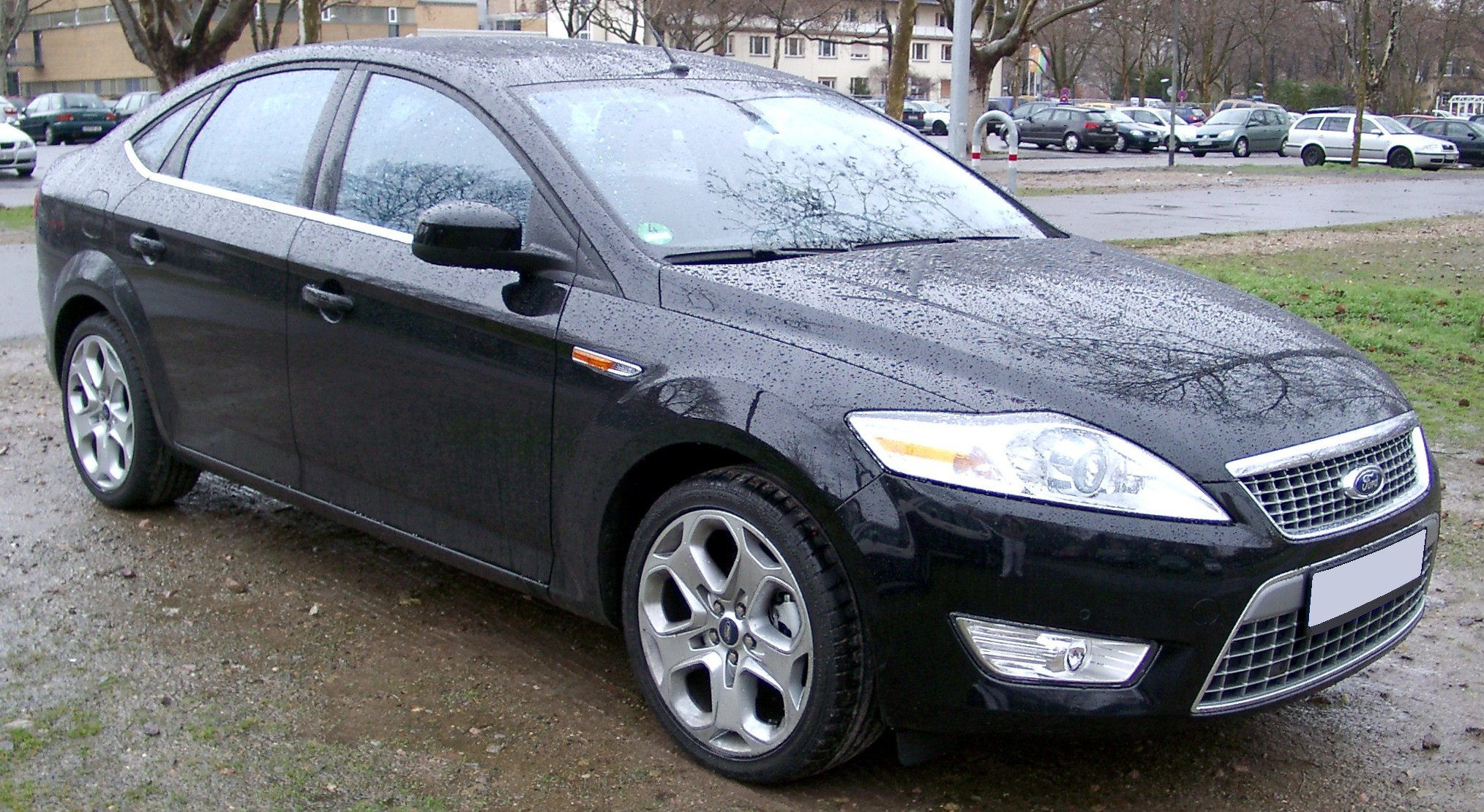
I motori DW10 e DW12 sono stati montati anche su vari modelli del Gruppo Ford, come la Mondeo quarta serie

A partire dal 2006, il motore DW12 è stato riproposto in una nuova versione più potente, sviluppata in collaborazione con il Gruppo Ford, assieme al quale era già stato lanciato con successo il 2 litri turbodiesel DW10 TED4, già due anni prima. Tra le varie novità introdotte su questo motore, va ricordata la cosiddetta tecnologia ECCS' (di cui si è già parlato a proposito del motore DW10C), volta all'ottimizzazione delle camere di scoppio, della combustione e quindi del rendimento termico.

Grazie alla sostanziosa rivisitazione, il propulsore arriva a erogare 156 CV di potenza massima a 4000 giri/min, con un picco di coppia pari a 380 N·m a 2000 giri/min. Come nel caso del 2 litri DW10 PSA/Ford, anche in questo caso il 2.2 litri DW12 è stato utilizzato anche su modelli Ford.

Il DW12 da 2179 cc non va confuso con il Duratorq da 2198 cc, utilizzato esclusivamente dal Gruppo Ford per alcuni suoi modelli in contemporanea con il DW12.

Le applicazioni per il DW12 rivisitato sono quindi le seguenti:
- Land Rover Freelander Mk2 2.2 Td4 (2006-10);
- Citroën C-Crosser 2.2 HDi (2007-12);
- Peugeot 4007 2.2 HDi (2007-12);
- Mitsubishi Outlander Mk2 2.2 DI-D (2008-12).

#### DW12BTED4
Sempre nel 2006, il 2.2 litri PSA-Ford ha subito un'ulteriore significativa evoluzione, consistente nella doppia sovralimentazione tramite due turbocompressori che lavorano a bassa pressione. In questo modo la potenza massima ha potuto raggiungere 170 CV a 4000 giri/min, con un picco di coppia pari a 370 N·m a 1750 giri/min. Queste le applicazioni:
- Peugeot 407 2.2 HDi 16v (2006-10);
- Peugeot 607 2.2 HDi 16v (2005-10);
- Peugeot 807 2.2 HDi 16v (2006-10);
- Citroën C5 Mk2 2.2 HDi (2008-09);
- Citroën C6 2.2 HDi (2006-10);
- Citroën C8 2.2 HDi 16v (2006-10);
- Ford Mondeo Mk4 2.2 TDCi (2007-10);
- Ford S-Max 2.2 TDCi (2006-10);
- Ford Galaxy 2.2 TDCi (2006-10);
- Fiat Ulysse 2.2 Mjet DPF (2008-10);
- Lancia Phedra 2.2 Mjet DPF (2008-10).

Per quanto riguarda i modelli della Ford che hanno montato il 2.2 litri biturbo da 170 CV (Mondeo, Galaxy e S-Max), questi hanno beneficiato di un leggero ritocco, avvenuto tra la fine del 2008 e l'inizio del 2009. Grazie a tale ritocco, la potenza massima è salita a 175 CV a 3500 giri/min, con una coppia massima di 400 N·m a 1750 giri/min.

#### DW12C
Alla fine di ottobre del 2010, è stata introdotta una nuova versione assai performante del 2.2 HDi, che arriva a erogare ben 204 CV a 3500 giri/min, con un picco di coppia di 450 Nm a 2000 giri/min, pur ritornando ad avere un singolo turbocompressore. Questo motore viene montato su:
- Citroën C5 Mk2 2.2 HDi (2010-15);
- Peugeot 508 2.2 HDi GT (10/2010-06/2014);
- Ford Mondeo Mk3 2.2 TDCi (2010-14);
- Ford Galaxy Mk3 2.2 TDCi (2010-15);
- Ford S-Max 2.2 TDCi (2010-15);
- Jaguar XF 2.2D (dal 2012).

#### Varianti del Gruppo Ford
I marchi Land Rover e Jaguar, nel corso del due decenni compresi tra la fine del XX secolo e l'inizio del XXI, sono appartenuti al Gruppo Ford BMW prima di essere stati ceduti al colosso indiano della Tata Motors nel 2009.

I due marchio inglesi hanno quindi potuto usufruire dei motori DW,(FORD BMW) ma in due nuovi livelli di potenza.

Le varianti sono due, entrambe turbodiesel: una eroga fino a 150 CV, la seconda ne raggiunge ben 190, in entrambi i casi ottenuti a 4000 giri/min. I valori di coppia massima sono invece di 420 Nm a 1750 giri/min per entrambe le varianti. Tali motori sono stati montati su:
- Land Rover Freelander2 2.2 TD4 e SD4 (2010-15);
- Land Rover Discovery Sport 2.2 TD4 e SD4 (01/2015-06/2015);
- Range Rover Evoque 2.2 TD4 3 e 5 porte (2011-15);
- Range Rover Evoque 2.2 SD4 3 e 5 porte (2011-15).

I modelli indicati con la sigla TD4 montano il motore da 150 CV, mentre quelli indicati con la sigla SD4 montano la più potente variante da 190 CV. Le applicazioni Jaguar, invece, si limitano alla sola variante da 190 CV e a un solo modello, la Jaguar XF 2.2D, introdotta all'inizio dell'autunno 2011 e sostituita nel 2012 da una variante potenziata a 200 CV.